# Belgien i olympiska sommarspelen 1972
Belgien deltog med 88 deltagare vid de olympiska sommarspelen 1972 i München. Totalt vann de två silvermedaljer.

## Medaljer

### Silver
- Emiel Puttemans - Friidrott, 10 000 meter.
- Karel Lismont - Friidrott, maraton.